# Saguday
Saguday est une municipalité de la province de Quirino, aux Philippines.